# Carnaval de Luanda
O Carnaval de Luanda é uma festividade popular ocorrida anualmente nos dias de Carnaval em Luanda, capital de Angola. A tradição carnavalesca, trazida pelos colonos portugueses, incorporou, ao passar do tempo, uma gama de tradições locais, enraizando-se profundamente na cultura da cidade.

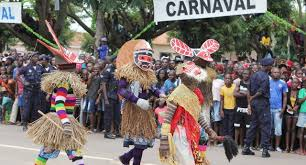
O Carnaval de Luanda em 2017.

De início, o carnaval constituía uma festa inteiramente espontânea, organizada por associações dos bairros de Luanda que, ao seu total alvitre, escolhiam os ritmos e percursos a serem executados pelos grupos por elas encabeçados. Entre as classes mais abastadas, o carnaval constituía de uma festa mais polida, fortemente inspirada por tradições carnavalescas europeias, como o corso.
Mais recentemente, em especial a partir de 1987, o carnaval luandense ganhou contornos mais distinguíveis, em razão do reconhecimento oficial da festa pela municipalidade. A partir de então, a Marginal de Luanda tornou-se o centro para onde confluíam todos os grupos carnavalescos, que competiam entre si no dia de carnaval pelo título de melhor do ano, prática que persiste até hoje.
Cada um dos grupos a desfilar no Grande Desfile da Marginal de Luanda é constituído por comandantes, reis e rainhas, e têm liberdade para escolher o ritmo que executarão. Os principais estilos musicais executados são o semba, a kabetula, a kazukuta e a dizanda. Para além da celebração oficial, concentrada na Marginal de Luanda, diversos outros grupos apresentam-se espontaneamente nos bairros da cidade.